# Zavičajna zbirka Baština s botaničkim vrtom Stari-Carski hrast u Rankovićima
Zavičajna zbirka Baština, kulturna ustanova u Novom Travniku. 

## Povijest
Prostorije su u zgradi bivše škole u Rankovićima kod Novog Travnika. Zgrada je podignuta sagrađena 1909. godine i podignuta je za potrebe prve škole na prostoru općine Novog Travnika, kao Državna narodna osnovna škola Bučići u Rankovićima. Djelovala je pod različitim nazivima i ustroju. Ugašena je 1988. godine. Zgrada je poslije toga bila različitih namjena. Zbog nebrige je bila potpuno devastirana. Tad je nešto poduzela skupina kolekcionara i entuzijasta 2003. godine. Zgradu su obnovili i prenamijenili, a 2004. godine ta skupina je svoje djelovanje registrirala pod nazivom udruga Baština. Udruga se bavi zaštitom kulturne baštine,  aktivno se bavi prikupljanjem, održavanjem, te javnim prezentiranjem svih muzejsko kulturnih dobara koja se uspiju pribaviti, kao i ostalim opće korisnim, kulturno društvenim djelovanjem. Zgrada je zavedena u knjige kao Zavičajna zbirka Baština. U sljedećem razdoblju zgrada je usporedno obnavljana i organiziralo se kulturno djelovanje. 2005. godine osnovali su botanički vrt Stari – Carski hrast. Organiziraju se arheološka i botanička istraživanja, rezultati kojih su objavljeni u znanstvenim člancima. Za nastupe je podignuta ljetna pozornica u dvorištu zgrade i na njoj se održavaju kazališne predstave, folklorni nastupi te predstavljanje starih zanata. Na 23. lipnja tradicijski se održava Noć muzeja – Cvitnjak. Organizira se prigodan program, pali cvitnjak. Do 2 sata iza ponoći otvoren je za razgledavanje muzejski prostor. Udruga organizira likovne, dokumentarne i etnografske izložbe, znanstvena predavanja, glazbene koncerte, te suorganizira likovne kolonije. Skrbi o održavanju Spomen obilježja Rije, te bilježi svjedočenja iz prošlosti. Surađuje s brojnim društvima, udrugama i institucijama. Nema osigurano financiranje, pa djeluje kroz različite projekte.

### Muzej i knjižnica
U zgradi je knjižnica su mnoštvom knjižnih znanstvenih naslova, periodičkih glasila. Neprekidno se dopunjuje. Zavičajna zbirka u stalnoj postavi ima Arheološko-povijesni, Etnografski odjel i galerijski postav. Arheološko-povijesni odjel su izlošci prikupljeni na prostoru Središnje Bosne iz mlađeg kamenog, brončanog i željeznog doba, rimskog vremena,srednjeg vijeka, osmanskih vremena i razdoblje Austro-Ugarske. Etnografski odjel je znatno veći. Izloženi su izlošci, mnogi stariji od stoljeća, koji predstavljaju pučko življenje u Središnjoj Bosni, od prizora kroz svakodnevni život, alatke za rad koje su koristile žene, alatke majstora, predmeti u radu s domaćim životinjama, muške i ženske nošnje, nakit, glazbala i drugo. Cilja se na stalno prikupljanje, dopunjavanje i rekonstruiranje ambijenta zbirke. U pripremi je Povijesni odjel. U potkrovlju je muzejski depo i u pripremi je restauratorsko-konzervatorska radionica. Zbirka kvalitetnu zbirka numizmatičkih, filatelističkih izložaka, tu je fototeka (stare fotografije), stare isprave, čestitke, razglednice, plakati, hemeroteka (stari novinski članci), minerali, okamine i ostalo.

### Botanički vrt
Osnovan je 2005. godine i zove se Stari – Carski hrast, na spomen najstarijeg hrasta na svijetu. U srednjobosanskoj županiji jedini je takve vrste. Botanički vrt je od dviju cjelina. Manja cjelina je s ukrasnim vrstama. Tu je stotinjak različitih vrsta ukrasnog drveća i grmlja. Izloženi su kao dendrološka zanimljivost u vrtu su komad Starog-Carskog hrasta (oko 2000. godina), panj bukve iznad Monjića (270. godina) i panj smrče s planine Krstaca (229. godina). Veća cjelina je u susjedstvu. Zove se Glavica. To je odjel autohtona drveća i grmlja Središnje Bosne. Tu pored samoniklog drveća, grmlja i bilja, presađuje se nedostajuće biljke Središnje Bosne, koje se prikuplja na terenu.  Šetnice s klupama su kroz oba odjela. Vrt je svaki dan dostupan posjetiteljima. Sprovode se mnoge ekološke akcije, izobrazba mladih te očuvanje botaničkih vrijednosti ovog kraja. Priprema se poučnu stazu s ljekovitim biljnim vrstama. Organizirana je izložba i predavanje o bonsaijima. Uočeno je radom na terenu da lašvanska dolina obiljuje raznovrsnim višestoljetnim drvećem hrasta, bukve (Šenkovići), tise, lipe, bijele topole, vrbe, javora, jasena (Bučići), drijena (Balići), smrče, smreke- borovica, kruške, šimšira i drugih. Nažalost su brojni primjerci posječeni. pa udruga Baština se trudi zaštititi preostale primjerke.
Spomen soba posvećena je najstarijem hrastu na svijetu, starom oko 2000 godina. Sadrži 30-ak najzanimljivijih fotografija o njemu, a u Z. zbirci se može dobiti DVD, sa svim fotografijama, slikama i dokumentarnim filmovima o njemu.Opisala su ga razna glasila, pa i Glasnik zemaljskog muzeja iz 1930. godine. Kao svjetski raritet zaveden je u enciklopedije, te dokumentarno obrađen u više knjiga. Bio je oblika velikog panja, s ogromnom dupljom u donjem dijelu. Početkom 20. stoljeća obujam pri zemlji bio mu je 30 metara. U visini ljudskih prsiju bio je 16,5 metara. U njegovu je duplju ušlo 66 vojnika što je objavljeno u Beču 1904. godine. Hrast je bio pod zakonskom zaštitom. Nažalost, ljudski nemar i zloba učili su da je hrast propadao te se Stari – Carski hrast 1987.g. osušio, a 1998.g. se srušio. O njemu je Drago Slipac napisao roman U sjeni Carskog hrasta. Po hrastu se ove ovdašnji KUD i ekološka udruga. U dvorištu Zavičajne zbirke se čuva jedan njegov veliki konzervirani komad.

### Filmska djelatnost
Snimili su dokumentarne filmove Divovi Središnje Bosne i Tise u Bosni i Hercegovini, koji su prikazani na filmskom festivalu '3FOK 2014'  u Kreševu (30. i 31. srpnja 2014.).

## Vanjske poveznice
- Facebook Zavičajna zbirka "Baština" s botaničkim vrtom "Stari-Carski hrast", Novi Travnik